# Paeonia litvinskajae
Paeonia litvinskajae är en pionväxtart som beskrevs av Mordak, Punina och Timukhin. Paeonia litvinskajae ingår i släktet pioner, och familjen pionväxter. Inga underarter finns listade i Catalogue of Life.